# Sonsón
Sonsón è un comune della Colombia facente parte del dipartimento di Antioquia.
Il centro abitato venne fondato da don José Joaquín Ruiz y Zapata nel 1800, mentre l'istituzione del comune è del 1808.